# Hagfors (đô thị)
Đô thị Hagfors (tiếng Thụy Điển: Hagfors kommun) là một đô thị ở hạt Värmland của Thụy Điển. Thủ phủ là thị xã Hagfors. Dân số thời điểm 31 tháng 12 năm 2000 là 14059 người.